# جون ريان (عسكري)
جون ريان (بالإنجليزية: John Ryan)‏ هو عسكري أسترالي، ولد في 9 فبراير 1890 في توموت في أستراليا، وتوفي في 3 يونيو 1941 في Royal Melbourne Hospital ‏ في أستراليا بسبب ذات الرئة.